# Carolyn McCarthy
Pour les articles homonymes, voir McCarthy.
Carolyn McCarthy, née Carolyn Cook le 5 janvier 1944 à Brooklyn et morte le 26 juin 2025 à Fort Myers (Floride), est une femme politique américaine. 
Membre du Parti démocrate, elle siège pour l'État de New York à la Chambre des représentants des États-Unis de 1997 à 2015, s'engageant notamment pour la régulation des armes à feu.

## Biographie

### Famille et carrière d'infirmière
Carolyn McCarthy grandit à Mineola dans le comté de Nassau. Elle choisit de devenir infirmière, comme sa sœur aînée, après le décès de son petit-ami dans un accident de la route. Diplômée de l'école d'infirmière de Glen Cove en 1964, elle rejoint alors l'unité de soins intensifs de l'hôpital de cette même ville.
Le 7 décembre 1993, son mari Dennis est abattu lors de la fusillade du Long Island Rail Road ; son fils Kevin est grièvement blessé. Elle devient porte-parole des familles des victimes et une partisane du contrôle des armes à feu,.

### Représentante des États-Unis

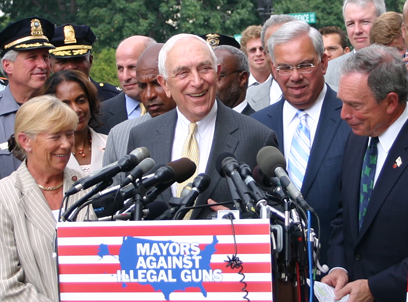
Carolyn McCarthy, le sénateur Frank Lautenberg et le maire de New York Michael Bloomberg à un rassemblement pour la régulation des armes à feu en 2007.

Issue du Parti républicain, Carolyn McCarthy envisage de se présenter aux élections de 1996 face au sortant républicain Dan Frisa, qui a voté contre l'interdiction des fusils d'assaut. Découragée par les leaders républicains d'entrer dans une primaire, elle est approchée par Richard Gephardt et candidate avec le soutien du Parti démocrate,. Dans une circonscription historiquement républicaine, McCarthy est élue avec 57 % des suffrages contre 41 % pour Frisa,. Le Parti républicain local lui propose alors de revenir en son sein mais elle choisit de siéger avec les démocrates.
Durant son mandat, elle est parfois surnommée The Gun Lady en raison de son implication en faveur du contrôle des armes à feu. De manière générale, Carolyn McCarthy est considérée comme une modérée.
Après la tuerie de l'école primaire Sandy Hook (2012), de nouvelles personnalités émergent en faveur du contrôle des armes à feu. En juin 2013, elle annonce suivre un traitement pour un cancer des poumons. Pour ces raisons, elle choisit de ne pas se représenter aux élections de 2014.